# Usina Termelétrica Termopernambuco
A Usina Termelétrica Termopernambuco é uma usina de energia localizada no município de Ipojuca, em Pernambuco, no Complexo Industrial e Portuário de Suape.

## Histórico
A construção da UTE Termopemambuco teve início em 2001, dentro do Programa Prioritário de Termeletricidade do Governo Federal, pelo Grupo Guaraniana, consórcio formado pelo grupo Iberdrola, Previ e BBInvest. O consórcio havia adquirido em leilões de privatização a Coelba (1997), a Cosern (1997) e Celpe (2000).
A construção de uma termelétrica a gás no estado de Pernambuco foi uma compromisso firmado para a aquisição da Celpe.
Em 15 de maio de 2004, foi iniciada a operação comercial da usina.
Em outubro de 2004, o grupo Guaraniana passa a se denominar Neoenergia.
A UTE Termopernambuco vendeu toda a sua capacidade de instalação, de 498 MegaWatts no primeiro leilão de Reserva da Capacidade, promovido pela Aneel em dezembro de 2021. O início do fornecimento de energia será a partir de 1º de julho de 2026, com vigência de 15 anos, para garantir o fornecimento de energia elétrica ao Sistema Interligado Nacional (SIN),

## Capacidade energética
A usina tem capacidade de gerar até 533 MW, sendo composta por três turbinas em sistema de ciclo combinado. Esse sistema  combina a operação de duas turbinas à gás, movida pela queima de gás natural, junto com a de uma turbina à vapor.
É a segunda maior usina de energia de Pernambuco (atrás da Usina Hidrelétrica de Itaparica) e uma das maiores termelétricas do Brasil.
A termelétrica mantém contratos de fornecimento de energia com a Companhia Energética de Pernambuco - Celpe (390 MW médios) e a Companhia de Energia Elétrica do Estado da Bahia – Coelba (65 MW médios).
A usina tem contrato de fornecimento de gás com e Copergás e a Shell.